# 미국 질병통제예방센터

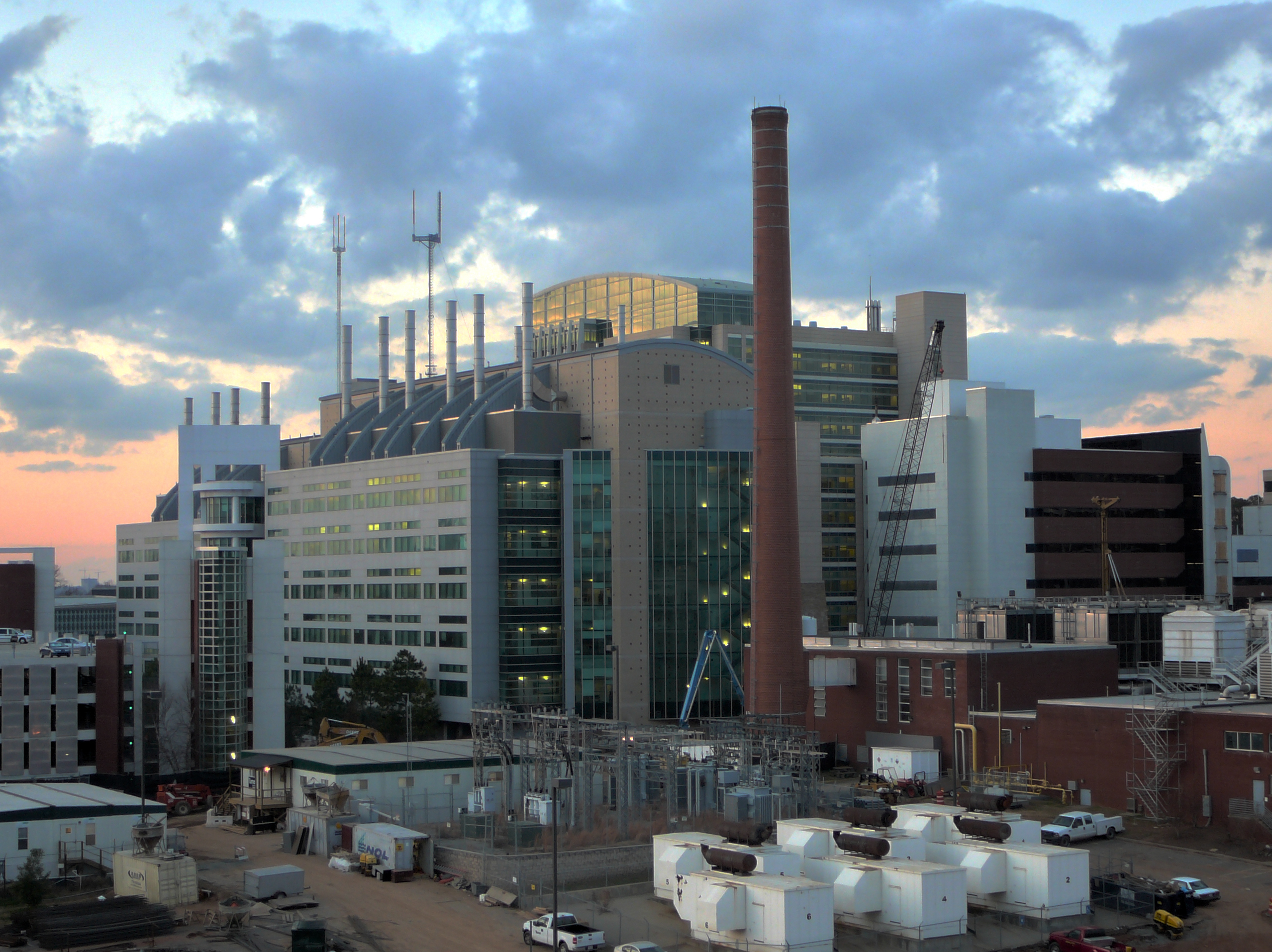
애틀랜타 에모리 대학교에 있는 CDC 본부

미국 질병통제예방센터(영어: CDC; Centers for Disease Control and Prevention)는 미국의 연방 정부기관인 미국 보건복지부의 산하기관 중 하나이다. 이 센터는 양질의 건강 정보를 제공하고 주 정부의 보건 부서 및 여타 기관들과 연계함으로써 공중보건 및 안전을 개선하기 위해, 질병 예방 및 통제 수준을 개선하고 동시에 환경보건, 산업안전보건, 건강증진, 상해예방 및 건강교육 등 다양한 분야의 정책을 담당하고 있다. 조지아주 애틀랜타 시에 본부를 두고 있으며, 공식적으로는 러시아의 바이러스 및 생명공학 연구센터와 더불어 전 세계에 단 두 군데뿐인 두창 바이러스 보유 기관이기도 하다. 두창 바이러스 등의 연구 및 보관을 위해 생물안전등급 4등급 실험실을 갖추고 있다.

## 역사
미국 질병통제예방센터는 말라리아의 확산을 통제하기 위한 기관을 전신으로 탄생하였다. 제2차 세계대전 이전에는 국제 연맹의 말라리아 위원회, 그리고 록펠러 재단에서 말라리아의 국제적 확산 통제를 담당해왔다. 록펠러 재단은 말라리아 위원회와 협동하여 말라리아 확산 방지에 큰 기여를 하였다.
미국 질병통제예방센터는 제2차 세계 대전중인 1942년에 국방말라리아통제활동사무국(Office of National Defense Malaria Control Activities)이라는 이름으로 설립되었다. 미국 공중위생국 산하에 설치된 이 기관은 말라리아가 심했던 미국 남부의 애틀랜타 시에 자리를 잡았다. 이 기관은 곧 전쟁지역말라리아통제사무국(Office of Malaria Control in War Areas)으로 이름을 변경하였으며, 1946년에 전염병센터로 확대, 개편되기 전까지 유지되었다. 이 사무국의 예산은 약 100만 달러였는데, 그 중 59%의 예산은 모기의 박멸과 말라리아 퇴치를 위해 DDT를 살포하고 모기의 서식지를 통제하는데 사용되었다. 사무국의 직원들은 대부분 곤충학자나 공학자들이었다. 그들은 사무국 초창기에 650만 가구에 살충제를 살포하였다. 그러나 모기의 수는 꾸준히 감소하기보다는 해마다 요동치기 일쑤였다. 게다가 전염병센터로 개편되기 직전인 1946년까지도 사무국의 의학 담당 사무원은 단 7명에 불과하였다.
1946년에 전쟁지역말라리아통제사무국은 전염병센터로 명칭을 변경하면서 말라리아 이외의 다른 감염병을 비롯한 각종 공중보건 분야로 관장 범위를 넓혔다. 그 다음해인 1947년, 전염병센터는 에모리 대학교의 61,000 평방미터의 부지에 건설한 새 건물에 입주하였다. 이 건물은 오늘날까지 미국 질병통제예방센터의 본부 건물로 사용되고 있다. 전염병센터는 말라리아에 관심이 많았던 코카콜라 컴퍼니의 회장 로버트 우드러프의 전폭적인 지원을 받았다. 전염병센터는 말라리아의 통제는 물론 1957년부터는 미국 공중위생국의 성병 부서의 업무까지 인계받아 담당하게 되었고, 그로부터 3년 뒤에는 결핵 부서의 업무도 인계받았다. 다시 3년 뒤인 1963년에는 센터 내에 예방접종 프로그램이 설립되었다.
1967년에 전염병센터는 국립전염병센터(National Communicable Disease Center)로 명칭을 변경하였고, 1970년, 다시 질병통제센터(Center for Disease Control, 약칭 CDC)로 이름을 바꾸었다. 10년 뒤, 질병통제센터의 규모가 확장되어 센터가 추가로 세워지면서 영문 풀네임 중 Center는 Centers로 변경되었다. 오늘날 사용되고 있는 미국 질병통제예방센터(Centers for Disease Control and Prevention)라는 명칭은 1992년 미국 연방 의회의 결정에 따라 "and Prevention"이 추가된 것이다. 그러나 약칭은 이미 CDC라는 명칭이 널리 사용되고 있었기 때문에, CDCP로 변경하지 않고 기존 약칭을 그대로 사용하였다. 현재 미국 질병통제예방센터는 미국 보건복지부의 산하에 있으며, 미국 외에도 총 54개국에 센터가 세워져 있다.
오늘날 미국 질병통제예방센터는 만성 질환, 신체장애, 부상 관리, 작업장 내 위험요소, 환경 보건, 테러 대비 등의 다양한 분야를 관할하고 있다. 질병 및 건강에 위협이 될 수 있는 여타 요소들, 예를 들면 선천성 질환, 웨스트 나일 바이러스, 비만증, 조류 인플루엔자, 대장균, 조난, 생물 테러를 통제하기 위해 노력하는 것은 물론, 심지어는 페니실린의 남용을 방지하는 방법에 대해서도 고심하고 있다.

## 예산과 인력
미국 질병통제예방센터의 한 해 예산은 2010년을 기준으로 105억 달러이며 고용인구는 2008년을 기준으로 약 15,000명에 달한다. 인력 통계를 보면 여성인력이 전체의 61%, 장애인이 7%, 소수 인종이 37%, 학사 이상의 학위 소지자가 80%(석사 이상 50% 포함)로 나타나고 있다.

### 역대 소장
미국 질병통제예방센터의 최고 책임자인 소장은 미국의 대통령이 임명한다. 또한 대통령의 결정에 따라 언제든지 해고될 수도 있다. 2010년 2월 현재 역대 소장은 총 16명이다.
- L. L. 윌리엄스(L. L. Williams, 의학박사, 1942년~1943년)
- 마크 D. 홀리스(Mark D. Hollis, 이학박사, 1944년~1946년)
- 레이먼드 A. 본덜레어(Raymond A. Vonderlehr, 의학박사, 1947년~1951년)
- 저스틴 M. 앤드루스(Justin M. Andrews, 이학박사, 1952년~1953년)
- 시어도어 J. 바워(Theodore J. Bauer, 의학박사, 1953년~1956년)
- 로버트 J. 앤더슨 (Robert J. Anderson, 의학박사, 공중보건학박사, 1956년~1960년)
- 클래런스 A. 스미스(Clarence A. Smith, 의학박사, 공중보건학박사, 1960년~1962년)
- 제임스 L. 고더드(James L. Goddard, 의학박사, 공중보건학박사, 1962년~1966년)
- 데이비드 J. 센서(David J. Sencer, 의학박사, 공중보건학박사, 1966년~1977년)
- 윌리엄 H. 포이지(William H. Foege, 의학박사, 공중보건학박사, 1977년~1983년)
- 제임스 O. 메이슨(James O. Mason, 의학박사, 공중보건학박사, 1983년~1989년)
- 윌리엄 L. 로퍼(William L. Roper, 의학박사, 공중보건학박사, 1990년~1993년)
- 데이비드 새처(David Satcher, 의학박사, 철학박사, 1993년~1998년)
- 제프리 P. 코플런(Jeffrey P. Koplan, 의학박사, 공중보건학박사, 1998년~2002년)
- 줄리 거버딩(Julie Gerberding, 의학박사, 공중보건학박사, 2002년~2008년)
- 토머스 R. 프라이든(Thomas R. Frieden, 의학박사, 공중보건학박사 2009년~)

## 같이 보기
- 세계 보건 기구
- 질병관리본부